# Камиссар
Камиссар (лат. Camissares; погиб в 385 до н. э.) — полководец державы Ахеменидов.
Камиссар по происхождению был кариец. В правление персидского царя Артаксеркса II (404—358 годы до н. э.) он был сделан сатрапом части Киликии, граничащей с Каппадокией. Камиссар погиб в войне Артаксеркса против племени кадусиев в 385 году до н. э. Корнелий Непот писал, что тот был «храбрый солдат, способный военачальник, неоднократно доказавший свою верность царю».
Сыном Камиссара от скифянки или пафлагонянки был сменивший его в должности сатрапа Датам.